# Associazione Calcio Pro Rovigo 1949-1950
Questa voce raccoglie le informazioni riguardanti l'Associazione Calcio Pro Rovigo nelle competizioni ufficiali della stagione 1949-1950.

## Stagione
Nella stagione 1949-1950 il Rovigo ha disputato il girone B della Serie C. Con 30 punti in classifica ha ottenuto il diciottesimo posto, che gli è costato la categoria: la squadra è retrocessa in Promozione Interregionale. Il torneo è stato vinto con 52 punti dal Treviso, che è stato promosso in Serie B.

## Rosa
| N. |                   | Ruolo | Calciatore         |
| -- | ----------------- | ----- | ------------------ |
|    | Italia (bandiera) | D     | Virgilio Andrioli  |
|    | Italia (bandiera) | D     | Brevigliero        |
|    | Italia (bandiera) | A     | Giuseppe Brunello  |
|    | Italia (bandiera) | D     | Giovanni Cattozzo  |
|    | Italia (bandiera) | C     | Cordella           |
|    | Italia (bandiera) | D     | Faccin             |
|    | Italia (bandiera) | C     | Faggian            |
|    | Italia (bandiera) | P     | Arturo Galli       |
|    | Italia (bandiera) | A     | Luciano Martinelli |
|    | Italia (bandiera) | C     | Galliano Menin     |
|    | Italia (bandiera) | A     | L. Montanari       |
|    | Italia (bandiera) | D     | Mario Mercusa      |

| N. |                   | Ruolo | Calciatore         |
| -- | ----------------- | ----- | ------------------ |
|    | Italia (bandiera) | D     | Munari             |
|    | Italia (bandiera) | P     | Lorenzo Pastorelli |
|    | Italia (bandiera) | A     | Walter Patergnani  |
|    | Italia (bandiera) | A     | Dino Pavanello     |
|    | Italia (bandiera) | C     | Antonio Pellegrino |
|    | Italia (bandiera) | C     | Duilio Rallo       |
|    | Italia (bandiera) | D     | Gianfranco Roccato |
|    | Italia (bandiera) | C     | Plinio Rossolato   |
|    | Italia (bandiera) | C     | Settembrini        |
|    | Italia (bandiera) | A     | Zanchetta          |
|    | Italia (bandiera) | C     | Zanirato II        |
|    | Italia (bandiera) | C     | Zevio              |